# 1376
Évszázadok: 13. század – 14. század – 15. század
Évtizedek: 1320-as évek – 1330-as évek – 1340-es évek – 1350-es évek – 1360-as évek – 1370-es évek – 1380-as évek – 1390-es évek – 1400-as évek – 1410-es évek – 1420-as évek
Évek: 1371 – 1372 – 1373 – 1374 –  1375 – 1376 – 1377 – 1378 – 1379 – 1380 – 1381

## Események

### Határozott dátumú események
- június 7. – A haldokló Edward herceg megesketi apját III. Eduárdot és testvérét, hogy békében megőrzik a trónt fiának, a gyermek Richárdnak.
- július 6. – Vencelt, IV. Károly német-római császár idősebb fiát német királlyá választják (ténylegesen 1378-tól uralkodik, 1400-ban megfosztják a tróntól, de cseh király marad).
- július 10. – Feloszlik a "jó parlament" a leghosszabb parlamenti ülésezés az addigi Anglia történetében.
- augusztus 22. – Bizáncban IV. Andronikosz lép a trónra miután megfosztotta a tróntól és fogságba vetette apját, V. Jóannészt (V. Jóannész 1379-ben letaszítja fiát a trónról és még 1391-ig uralkodik).

### Határozatlan dátumú események
- szeptember – John of Gaunt a királyi tanács elé idézteti John Wycliffe oxfordi tanárt, hogy felhasználja őt a vele ellenséges püspökökkel szemben.
- az év folyamán – 
  - Péter boszniai püspököt áthelyezik a győri egyházmegye élére.[1]
  - I. Lajos magyar és lengyel király szövetséget köt Velence ellen Padovával, Friaullal és az aquileai pátriárkával.
  - A mongol kán serege meghódítja Timur Lenk keleti tartományát, Timur kis híján vereséget szenved, de végül sikerül kiűznie országából az ellenséget.
  - Sziénai Szent Katalin meglátogatja XI. Gergelyt Avignonban, hogy rávegye: térjen vissza Rómába.
  - III. Olaf (norvég királyként IV. Olaf) dán és norvég király trónra lépése (1387-ig uralkodik).
  - Szófia megkapja mai nevét. (Korábban Szredecnek nevezték.)
  - Trónra lép az aztékok első uralkodója, Acamapichtli.
- az év végén – Timur Lenk sereget vezet a Arany Horda ellen, de a tél beköszönte miatt nem ütköznek meg.

## Születések
- Kihva, koreai buddhista tudós
- Bajor Zsófia cseh királyné

## Halálozások
- június 8. – Eduárd walesi herceg, III. Eduárd angol király fia. (* 1330)